# Трубино (Торжоцький район)
Трубино (рос. Трубино) — присілок в Торжоцькому районі Тверської області Російської Федерації.
Населення становить 27 осіб. Входить до складу муніципального утворення Яконовське сільське поселення.

## Історія
Від 2005 року входить до складу муніципального утворення Яконовське сільське поселення.

## Населення
| 2010 |
| ---- |
| 27   |